# Jérémy Perbet
Jérémy Perbet (Le Puy-en-Velay, Francia, 12 de diciembre de 1984) es un futbolista francés. Juega de delantero en el Oud-Heverlee Leuven de la Primera División de Bélgica.

## Trayectoria
Debutó como profesional el 2 de agosto de 2003 con el Clermont Foot contra el FC Rouen, Su primer gol como profesional se produjo el 27 de septiembre de 2003, marcó el gol de la victoria 1-0 sobre el FC Gueugnon. Terminó su primera temporada con 26 partidos de liga y 4 goles.
Después de dos temporadas en el club, pasó al club francés de AS Moulins en el Championnat National. Se convirtió en la estrella del equipo de forma rápida. Perbet jugó 33 partidos de liga y marcó 23 goles. Al final de la temporada fue el máximo goleador del Championnat National de Francia 2005/06, junto con Jawad El Hajri del US Boulogne
En 2006 pasó al Racing de Estrasburgo, Jugó siete partidos de liga, todos como un suplente. En los 7 partidos de Liga marcó un gol. Esto hizo que pasara al Racing de Estrasburgo B, donde jugó cinco partidos de liga en el Championnat de France Amateurs, donde anotó dos goles. Antes de su debut oficial con el Racing de Estrasburgo, Perbet había anotado en la victoria por 2-0 en un partido amistoso contra el Bayern Múnich.
A Mitad de la Temporada 2006/07 Perbet se trasladó a Royal Charleroi SC de la Jupiler League en calidad de préstamo. Perbet anotó 6 goles en 13 partidos de liga. 
A mediados de julio de 2007 pasó a préstamo al Angers SCO. Jugó 11 partidos de liga sin marcar un gol, y fue enviado a jugar en el equipo B Angers Championnat de France Amateurs, donde anotó dos goles en dos partidos.  
En 2008 Perbet pasó al AFC Tubize de la Jupiler League. Jugó 31 partidos de liga y 12 goles, a pesar de una notable temporada, el equipo de Perbet no pudo evitar el descenso a la segunda división. Para la siguiente temporada Perbet jugó 16 partidos de liga y anotó 11 goles. El delantero francés tuvo éxito, incluso en la Segunda División de Bélgica. 
Cuando la temporada 2010/11 estaba a punto de comenzar, el jugador de 25 años firmó un contrato de dos años y medio con el KSC Lokeren de la Jupiler League. En una transferencia que se estimó en 350.000 €. Perbet jugó 12 encuentros de liga y anotó un gol, antes de pasar por una temporada a préstamo al Mons en la Segunda División de Bélgica en enero de 2011. A pesar de sufrir una lesión en la rodilla, jugó 14 partidos de Liga y marcó 14 goles. Para la temporada 2011/12, Mons decide comprar al jugador. Mons Mons ascendió a la Jupiler League para la temporada 2011/12
Perbet ha sumado en 2012 en el campeonato de Bélgica 21 presencias y 12 goles, y en el ejercicio 11/12 mostró una excelente vena goleadorea, al convertir 25 tantos en 35 partidos.
En enero de 2013 el Villarreal CF hizo oficial la contratación del delantero francés como jugador cedido hasta el final de la temporada, tras llegar a un acuerdo en dicho sentido con el RAEC Mons belga, que incluye en el contrato de préstamo una opción de compra sobre el pase del atacante a activar al final de la campaña. Tras la buena temporada que realiza, el club amarillo decide ejercer la opción de compra de 1,4 millones de Euros sobre el delantero francés, quien firma hasta 2016 con el club de Castellón.
En la temporada 2013-14 tuvo una buena temporada marcando 11 goles en 30 partidos.
El 7 de julio de 2014 se despidió vía Twitter de la afición amarilla. En sus dos años como groguet jugó 47 partidos y marcó 22 goles, siendo uno de los jugadores que mejor media de goles tienes en cuanto a minutos jugados en el Villarreal CF.
El 29 de junio de 2016 fichó por tres temporadas por el K. A. A. Gante.
El 1 de julio de 2017 fichó por dos temporadas por el Club Brujas.

## Clubes
| Club                           | País    | Año       |
| ------------------------------ | ------- | --------- |
| Clermont Foot                  | Francia | 2003-2005 |
| A. S. Moulins                  | Francia | 2005-2006 |
| R. C. Estrasburgo              | Francia | 2006-2008 |
| Royal Charleroi S. C. (cedido) | Bélgica | 2007      |
| Angers S. C. O. (cedido)       | Francia | 2007-2008 |
| A. F. C. Tubize                | Bélgica | 2008-2010 |
| K. S. C. Lokeren               | Bélgica | 2010-2011 |
| R. A. E. C. Mons               | Bélgica | 2011-2013 |
| Villarreal C. F.               | España  | 2013-2014 |
| Estambul Başakşehir F. K       | Turquía | 2014-2015 |
| Royal Charleroi S. C. (cedido) | Bélgica | 2015-2016 |
| K. A. A. Gante                 | Bélgica | 2016-2017 |
| Club Brujas                    | Bélgica | 2017-2018 |
| K. V. Cortrique (cedido)       | Bélgica | 2017-2018 |
| Royal Charleroi S. C.          | Bélgica | 2018-2020 |
| Oud-Heverlee Leuven (cedido)   | Bélgica | 2019-2020 |
| Oud-Heverlee Leuven            | Bélgica | 2020-     |

## Palmarés

### Distinciones individuales
| Distinción                                  | Año  |
| ------------------------------------------- | ---- |
| Máximo goleador de la Liga Belga (25 goles) | 2012 |
| Máximo goleador de la Liga Belga (20 goles) | 2016 |